# Gosen Cup 2013
Il Gosen Cup 2013 è stato un torneo di tennis facente parte della categoria ITF Women's Circuit nell'ambito dell'ITF Women's Circuit 2013. Il torneo si è giocato a Makinohara in Giappone dal 14 al 20 ottobre 2013 su campi in erba e aveva un montepremi di $25,000.

## Vincitrici

### Singolare
Zarina Dijas ha battuto in finale  Belinda Bencic con il punteggio di 6–3, 6–4

### Doppio
Eri Hozumi /  Makoto Ninomiya hanno battuto in finale  Nicha Lertpitaksinchai /  Peangtarn Plipuech con il punteggio di 6–1, 6–2